# 伊丹市立博物館
伊丹市立博物館（いたみしりつはくぶつかん、英: Itami City Museum）は、兵庫県伊丹市千僧にあった公立博物館。1972年（昭和47年）開館。2022年（令和4年）3月末日をもって閉館。
翌4月に伊丹市立美術館や伊丹市立工芸センターなどの施設と統合して新たにオープンした「市立伊丹ミュージアム」に機能移転した。旧博物館は2023年4月1日より2024年3月末を目途に解体工事が行われている。

## 概要
伊丹市に関する歴史等の資料を収集したり、調査、研究し各種刊行物を出版していた。また年に3回の企画展のほか、各種講座を開催していた。
1972年の開館から2012年（平成24年）4月までは伊丹市立図書館が隣接していたが2012年7月から猪名野神社にほど近い宮ノ前へ移転しており、旧図書館棟は伊丹市防災センターに転用されている。
伊丹市役所の建て替えに合わせ、市役所裏手にある現本館からみやのまえ文化の郷の日本庭園内への新築移転が計画された。そして2022年（令和4年）4月にオープンした「市立伊丹ミュージアム」に統合された。

## 各階
1F
1Fには伊丹市関連の歴史出版書物や、伊丹廃寺跡や伊丹城跡等の伊丹市の発掘調査資料が閲覧が可能
2F
- 常設展示

「伊丹の自然と歴史」をテーマとした常設展示場がある。古代の御願塚古墳から近代の民具の展示迄、伊丹市とゆかりのある展示内容となっている
- 企画展

上記常設展示内容とは別に企画展を実施している
地下1階、地下2階
歴史資料、考古資料、民俗資料を収納している

## 開館情報
- 休館日 - 月曜日、毎月末日、12月28日 - 1月3日
- 入館料 - 無料
- ひょうごっ子ココロンカードの対象施設となっている。

## 博物館へのアクセス
- 電車でのアクセス
  - JR福知山線伊丹駅 - 伊丹市営バス　市役所前

## 周辺施設
- 伊丹市役所
- 千僧今池